# Serramitja (Santa Cecília de Voltregà)
Serramitja és una masia de Santa Cecília de Voltregà (Osona) protegida com a Bé Cultural d'Interès Local.

## Descripció
El mas Serramitja està situat a l'oest del nucli de Santa Cecília de Voltregà. Consta d'un cos principal de planta rectangular amb coberta de dos aiguavessos de teula àrab amb carener perpendicular a la façana. Aquest cos principal te adossat, a banda i banda de la façana principal dos cossos auxiliars de planta rectangular, el del costat de tramuntana té una coberta de dos aiguavessos de teula àrab i en alçada consta de planta baixa, primer i segon pis porxat. D'altra part, el cos auxiliar del costat sud consta de planta baixa i terrassa envoltada per barana de ferro i pilars.
En alçada el cos principal consta de planta baixa, primer pis i golfes. La façana principal està orientada al sud-oest, la porta principal és d'arc de mig punt amb marc de pedra i està situada al costat esquerre. Al costat dret s'observen dues finestres rectangulars amb llinda i marc de pedra. El primer pis hi ha dos balcons amb barana de ferro i finestra rectangular amb llinda i marc de pedra situades a banda i banda de la façana. A les golfes s'obren dues petites finestres rectangulars amb marc de pedra a banda i banda. Els murs del mas estan arrebossats i pintats de blanc, destaquen els carreus de pedra encadenats col·locats als vèrtexs.

## Història
Masia senyorial molt antiga de la plana de Vic. La primera notícia documental del mas Serramitja és un fogatge de 1360. Va ser la casa pairal de la nissaga dels Arbell i després dels Ubarrechena.